# Le 24ème Jour
Pour plus de détails, voir Fiche technique et Distribution.
Le 24ème Jour (The 24th Day) est un film américain réalisé par Tony Piccirillo, sorti en 2004.

## Synopsis
La femme de Tom se tue dans un accident de voiture après avoir grillé un feu rouge et alors qu'elle venait d'être testée positive au VIH. Après des tests, Tom s'avère lui aussi positif au virus. Il retrouve Dan, le seul homme avec lequel il a eu une relation homosexuelle et le séquestre pour l'accuser de le lui avoir transmis.

## Fiche technique
- Titre : Le 24ème Jour
- Titre original : The 24th Day
- Réalisation : Tony Piccirillo
- Scénario : Tony Piccirillo
- Musique : Kevin Manthei
- Photographie : J. Alan Hostetter
- Montage : Aaron Mackof
- Production : Nick Stagliano
- Société de production : Big Teddy Films et Nazz Productions
- Pays :  États-Unis
- Genre : Thriller
- Durée : 92 minutes
- Dates de sortie : 
  -  États-Unis : 14 mai 2004
  -  France : 27 août 2008 (DVD)

## Distribution
- James Marsden : Dan
- Scott Speedman : Tom
- Sofía Vergara : Isabella
- Barry Papick : M. Lerner
- Jona Harvey : Marla

## Accueil
Le film a reçu un accueil défavorable de la critique. Il obtient un score moyen de 29 % sur Metacritic.